# Luciano Costantini
Luciano Costantini (Narni, 13 dicembre 1951) è un politico italiano.

## Biografia
Milita nel Partito Comunista Italiano fin dalla gioventù; dagli anni '80 è consigliere e assessore della provincia di Terni. 
Viene eletto alla Camera dei deputati nel 1992 nelle file del Partito Democratico della Sinistra, a Montecitorio è membro della X Commissione Attività produttive; rimane in carica fino alla scadenza anticipata della legislatura nel 1994. 
Nel 1995 diventa consigliere regionale dell'Umbria con il PDS e dall'ottobre 1997 ricopre anche l'incarico di Assessore regionale al bilancio, alle riforme, al personale, al patrimonio e ai rapporti con il consiglio, fino al 2000. Dal 1998 al 2002 è stato anche consigliere comunale a Narni.